# Amtsgericht Stollberg
Das Amtsgericht Stollberg war ein Gericht der ordentlichen Gerichtsbarkeit und eines von insgesamt 30 Amtsgerichten im Freistaat Sachsen.

## Gerichtssitz und -bezirk
Der Gerichtsbezirk des Amtsgerichts Stollberg umfasste das Gebiet des ehemaligen Landkreises Stollberg (§ 1 Abs. 4, Anlage Nr. 26 Sächsisches Justizgesetz). Das Gericht hatte seinen Sitz in 09366 Stollberg/Erzgeb., Hauptmarkt 10.

## Organisation
Direktor des Amtsgerichts war seit August 2003 Paul Düpre (* 1952). Dem Amtsgericht Stollberg war das Landgericht Chemnitz unmittelbar übergeordnet. Zuständiges Oberlandesgericht war das Oberlandesgericht Dresden.

## Geschichte
In Stollberg bestand bis 1879 das Gerichtsamt Stollberg als Eingangsgericht. Im Rahmen der Reichsjustizgesetze wurden 1879 im Königreich Sachsen die Gerichtsämter aufgehoben und Amtsgerichte, darunter das Amtsgericht Stollberg, geschaffen. Der Gerichtssprengel umfasste Stollberg, Auerbach, Brünlos, Dorfchemnitz bei Stollberg, Erlbach, Gablenz, Gornsdorf, Günsdorf, Hoheneck mit Feldhäusern, Hormersdorf, Jahnsdorf mit Neukirchberg, Kühnhaide, Lenkersdorf, Lugau, Meinersdorf, Mitteldorf, Neuwiese, Niederdorf, Niederwürschnitz, Niederzwönitz, Oberdorf, Oberwürschnitz, Oelsnitz mit Neuoelsnitz, Pfaffenhain, Seifersdorf, Thalheim, Ursprung, Zwönitz und das Thalheimer Forstrevier (anteilig). Das Amtsgericht Stollberg war eines von 16 Amtsgerichten im Bezirk des Landgerichtes Chemnitz. Der Amtsgerichtsbezirk umfasste danach 46.243 Einwohner. Das Gericht hatte damals drei Richterstellen und war das zweitgrößte Amtsgericht im Landgerichtsbezirk. Zum 1. Dezember 1907 wurde das Amtsgericht Zwönitz gebildet. Sein Sprengel umfasste die Ortschaften Zwönitz, Auerbach/E., Dorfchemnitz, Gornsdorf, Günsdorf, Hormersdorf mit den Ortsteilen Neue Welt und Gifthütte, Kühnhaide, Lenkersdorf, Meinersdorf, Niederzwönitz mit Haselmühle, Wirtshaus Jägerhaus und Bad Guter Brunnen, Thalheim mit Gasthaus Eisenhammer, Flachsspinnerei, Wirtshaus Tabakstanne und das ehemalige Berggebäude Wille Gottes. Diese waren vorher Teil des Gerichtsbezirks des Amtsgerichts Stollberg. 1951 wurde das Amtsgericht Zwönitz aufgehoben und die Gemeinden kamen zurück in den Stollberger Gerichtsbezirk.
Im Jahre 1952 wurde das Amtsgericht Stollberg in der DDR aufgehoben und das Kreisgericht Stollberg an seiner Stelle neu geschaffen. Gerichtssprengel war nun der Kreis Stollberg. Nach dem Zusammenbruch der DDR wurde das Amtsgericht Stollberg durch das Sächsische Gerichtsorganisationsgesetz neu eingerichtet. Mit Verordnung des Sächsischen Staatsministeriums der Justiz über die Organisation der Justiz vom 14. Dezember 2007 wurde das Amtsgericht Stollberg in eine Zweigstelle des Amtsgerichtes Aue umgewandelt.

## Gerichtsgebäude

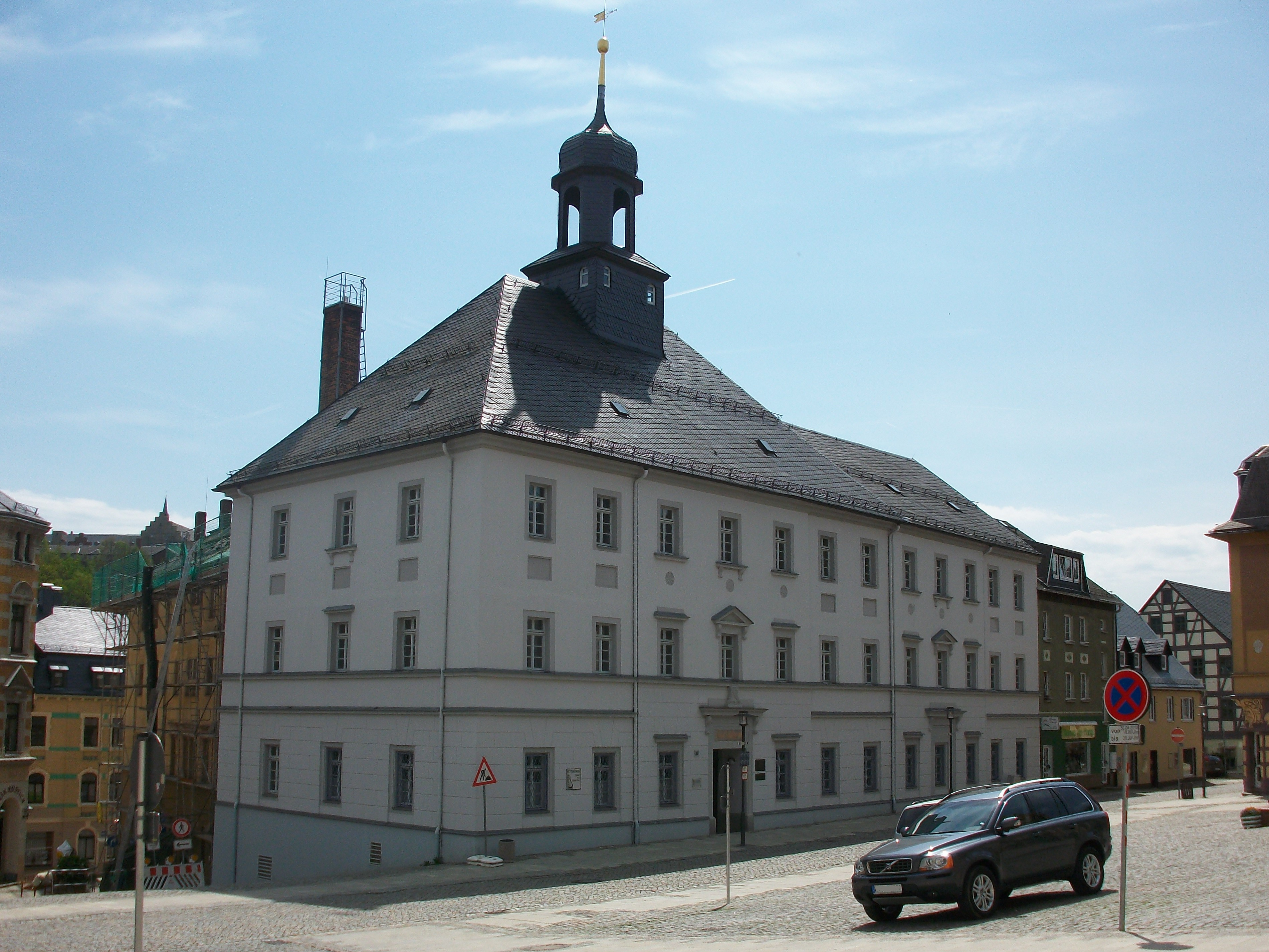
Ehem. Gerichtsgebäude (2018)

Das Amtsgericht nutzte das 1812 erbaute Gebäude des früheren Gerichtsamtes (Hauptmarkt 10). Es handelt sich um ein dreigeschossiges, repräsentatives Bauwerk im klassizistischen Stil. Es ist ortsgeschichtlich und baugeschichtlich von Bedeutung und steht daher unter Denkmalschutz.

## Weblink
- Internetpräsenz des Amtsgerichtes Stollberg